# 傘菌亞門
傘菌亞門（学名：Agaricomycotina）是真菌界擔子菌門的3個分類之一，包括许曾被归类于多系群帽菌綱（Hymenomycetes）的物种。傘菌亞門包含20,000個物種，而且其中大約98%是屬於傘菌綱：大多數真菌是熟知的蕈類，包含籃子菌和馬勃菌。傘菌亞門裡的物種中，不是傘菌綱的包含了白木耳、一些「酵母菌」、木耳等；這些物種被集合在銀耳綱或是花耳綱當中。

## 外部連結
- 維基物種上的相關：傘菌亞門
- 维基共享资源上的相關多媒體資源：傘菌亞門
- Tree of Life Agaricomycotina （页面存档备份，存于）
- Hymenomycetes （页面存档备份，存于） at the Tree of Life Web Project （页面存档备份，存于）